# Sparda-Bank Münster
Die Sparda-Bank Münster eG war eine deutsche Genossenschaftsbank, deren Geschäftsgebiet sich über 16 Filialen von Haltern am See bis nach Wilhelmshaven erstreckte. Gemessen an der Bilanzsumme belegte sie Ende 2017 Platz 71 von den 913 in Deutschland gelisteten Genossenschaftsbanken.

## Geschichte

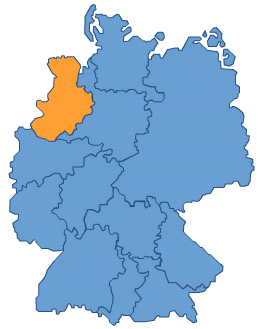
Geschäftsbereich

Die Sparda-Bank Münster eG wurde am 14. November 1900 als Spar- und Darlehnskasse des Eisenbahnvereins Emden als Selbsthilfeeinrichtung von Eisenbahnern für Eisenbahner gegründet. Das Geschäftsguthaben belief sich damals auf 830 Mark, 750 waren Spareinlagen. 76 Mitglieder hatte die Genossenschaft bei Gründung. 1912 wurde der Sitz von Emden nach Münster verlegt. 
In den nächsten Jahrzehnten wuchs die Mitgliederzahl rasant. Bei der Fusion der Reichsbahn-Spar- und Darlehnskassen in Münster und Oldenburg 1935 hatte die Genossenschaft 13.000 Mitglieder. Nach Kriegsende 1945 nahm die Kasse ihren Geschäftsbetrieb im Bahnhofsgebäude in Münster wieder auf. Ende der 60er Jahre öffnete sich die Kasse für Mitarbeiter des öffentlichen Dienstes. 1975 hatte die Bank über 35.000 Mitgliedern und eine Bilanzsumme von über 200 Millionen Mark.
1980 – ihren Namen hat die Kasse jetzt geändert in Sparda-Bank Münster eG – eröffnete die Bank ihre ersten drei Filialen in Oldenburg und Wilhelmshaven. In den kommenden Jahren wurden im Geschäftsgebiet von der Nordsee bis zum Rand des Ruhrgebiets viele weitere Filialen eröffnet. 1997 trat das 90.000ste Mitglied der Genossenschaft bei. Die Bank begann mit dem Bau eines neuen Verwaltungsgebäudes im Zentrum Nord in Münster. 2000 hatte die Genossenschaft 100.000 Mitglieder. 
2016 war die Sparda-Bank Münster eine der großen regionalen Genossenschaftsbanken in Deutschland mit rund 150.000 Mitgliedern, 16 Geschäftsstellen und einer Bilanzsumme von 2,3 Milliarden Euro. Standorte waren neben Münster als Unternehmenssitz Osnabrück und Oldenburg. Weitere Filialen der Sparda-Bank Münster fand man in Cloppenburg, Coesfeld, Emden, Gronau, Haltern am See, Ibbenbüren, Leer, Lingen, Rheine und Wilhelmshaven.
2010 mahnte die Verbraucherzentrale Nordrhein-Westfalen die Sparda-Bank Münster wegen hoher Zinssätze für Dispokredite und Nichtweitergabe der niedrigeren Refinanzierungskosten an die Kunden ab und erhob Klage, da die Bank eine entsprechende Unterlassungserklärung nicht unterschrieb. Im Juni 2014 gab die Sparda-Bank Münster bekannt, ab Juli 2014 die zusätzlichen Zinsen für die Überziehung von Dispokrediten abzuschaffen.
Am 16. Oktober 2015 kündigte der Aufsichtsrat der Bank den Dienstvertrag des Vorstandsvorsitzenden Enrico Kahl fristlos und berief eine außerordentliche Vertreterversammlung ein. Diese beschloss am 13. November 2015 seine fristlose Entlassung wegen Spesenbetrugs.
Am 22. Januar 2016 gab die Bank bekannt, dass man zukünftig mit zwei statt drei Vorständen an der Spitze des Unternehmens arbeite.
Im Jahre 2018 fusionierte die Bank mit der Sparda-Bank West.

## Girokonto
Nachdem die Bank lange Zeit mit einem kostenlosen Girokonto geworben hatte, erhob die Sparda-Bank Münster seit 2017 Gebühren.

## Rechtsgrundlagen
Rechtsgrundlagen der Bank waren die Satzung und das Genossenschaftsgesetz. Die Organe der Genossenschaftsbank waren der Vorstand, der Aufsichtsrat und die Vertreterversammlung. Die Bank war der Sicherungseinrichtung des Bundesverbandes der Deutschen Volksbanken und Raiffeisenbanken angeschlossen.